# Jeanine Toulouse
Pour les articles homonymes, voir Toulouse (homonymie).

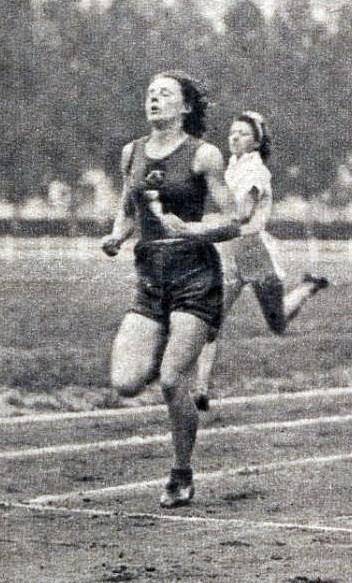
Janine Toulouse, bordelaise championne de France du 100 mètres en juillet 1942.

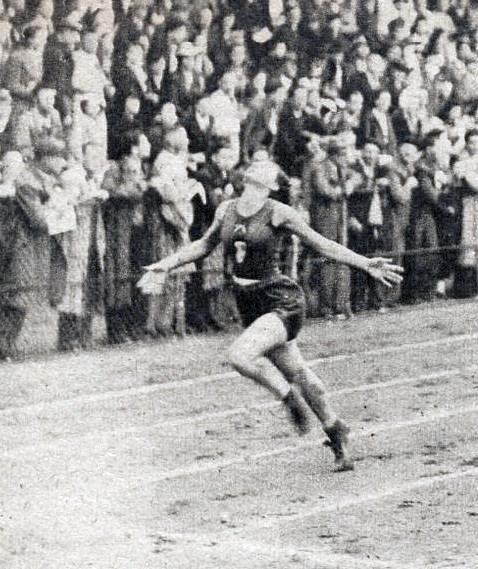
Janine Toulouse, championne de France du 200 mètres en juillet 1942.

Jeanine (ou Janine) Salagoïty (née Toulouse le 16 mai 1923 à Lesparre-Médoc et morte le 29 décembre 2020 à Cambo-les-Bains), est une athlète française, spécialiste des épreuves de sprint, licenciée au Bordeaux EC.

## Biographie
Jeanine Salagoïty remporte dix titres de championne de France de 1939 à 1949 : trois sur 60 mètres, quatre sur 100 mètres, et trois sur 200 mètres.
Elle améliore à deux reprises le record de France du 100 mètres (12 s 1 en 1948 et 12 s 0 en 1949), ainsi que celui du relais 4 × 100 mètres. Elle obtient aussi celui du 300 mètres.
Elle participe aux Jeux olympiques de 1948 à Londres, où elle atteint les demi-finales du 80 m haies.

### Palmarès
- Championnats de France d'athlétisme :
  -  vainqueur du 60 m en 1939, 1946 et 1949
  -  vainqueur du 100 m en 1941, 1942, 1945 et 1949
  -  vainqueur du 200 m en 1941, 1942 et 1945
- Vainqueur du Triathlon féminin en 1940[2]
- Vainqueur du Triathlon National Cadettes en 1941
  -  vice-championne de France du 100 mètres en 1943, 1947 et 1948
  -  vice-championne de France du 200 mètres en 1943
  -  vice-championne de France du 80 mètres haies en 1947 et 1948
  - 4e du Championnats de France du saut en longueur en 1939
  - 5e du Championnats de France du 100 mètres en 1946

### Records
| Épreuve | Performance | Lieu | Date |
| ------- | ----------- | ---- | ---- |
| 100 m   | 12 s 0      |      | 1949 |
| 200 m   | 26 s 2      |      | 1941 |